# Belvosia ochriventris
Belvosia ochriventris är en tvåvingeart som först beskrevs av Wulp 1890.  Belvosia ochriventris ingår i släktet Belvosia och familjen parasitflugor. Inga underarter finns listade i Catalogue of Life.